# أم الرمان (قرية)
أم الرمان قرية سورية تقع على سفوح سلسلة جبل العرب في محافظة السويداء وتبعد عن مدينة السويداء  حوالي 37 كم .

## التسمية
تاريخيا تعرف باسم ريمونا ويقال أن الاسم الحالي أخذ من الاسم القديم (ريمونا) وكذلك في رواية ثانية كما تذكر الروايات الحديثة نسبة إلى شهرة القرية بزراعة الرمان فأطلق الاسم الحالي أم الرمان   .

## تاريخ وبطولات
تعتبر البلدة من القرى الأثرية في السويداء الشهيرة بعشرات القرى والمدن والمواقع الأثرية، وقد سكن فيها الرومان[ ؟ ]، إذ يوجد العديد من الآثار الرومانية المنتشرة في القرية. ومن جهة ثانية شارك سكانها بالثورة السورية الكبرى ضد الاستعمار الفرنسي.

## معالم وآثار
أجمع الباحثون وعلماء الآثار على أن هناك عدة طبقات أثرية تحت البلدة الحالية، وتنتشر الآثار في كافة أرجاء القرية ومحيطها، ومن المعالم الأثرية:
- الكنائس ومنها الكنيسة التي يطلق عليها القيصرية  .
- البرك التاريخية وأدارجها المرتفعة الشاهقة وترتبط عدة برك في القرية بشبكة تحت أرضية من القنوات الرومانية  .
- الجامع العمري الذي يعود للحقبة الإسلامية  .
- دار الأطرش الرائعة بمبانيها ونقوشها وروعتها .
- ومن المعالم السياحية مغارة الهوة أو مغارة أم الرمان هذه المغارة التي تعود إلى مئات آلاف السنين وهي مغارة طبيعية بازلتية يكسوها الكلس وفيها طوالع ونوازل وتشكيلات صخرية في غاية الروعة وتمتد المغارة لمسافة 1.800 متر (وتدرس وزارة السياحة السورية لوضعها للاستثمار السياحي).